# David Gilmour
Pour les articles homonymes, voir Gilmour.
David Gilmour /ɡɪlmɔːr/, né le 6 mars 1946 à Grantchester, près de Cambridge, est un guitariste et chanteur britannique. Sa célébrité est surtout liée à sa carrière au sein de Pink Floyd dont il est membre depuis 1968.
En 2018, le magazine Rolling Stone le classe comme le sixième meilleur guitariste de tous les temps.
David a également été nommé « meilleur musicien sur guitare Fender de tous les temps » par un sondage effectué par le magazine spécialisé Guitarist (en), arrivant en tête devant d’autres guitaristes de légende tels que Jimi Hendrix ou Eric Clapton.

## Biographie

### Enfance et débuts musicaux
David Jon Gilmour naît à Cambridge, plus précisément dans la localité de Grantchester, en Angleterre. Son père, Douglas Gilmour, est maître de conférences en zoologie à l'université de Cambridge ; sa mère, Sylvia, est enseignante et monteuse de films.
David connaît une enfance solitaire, malgré sa sœur et ses deux frères. Il est envoyé en pension à cinq ans alors que ses parents sont partis aux États-Unis pour y poursuivre leurs carrières. L'absence et la permissivité de ses parents lui laissent une certaine liberté, notamment pour fréquenter ses premiers pubs, ce qui ne l'empêche pas aussi de souffrir de cette absence. Gilmour privilégie vite la musique aux études. À 13 ans, il reçoit sa première guitare, une acoustique empruntée à un voisin (et jamais rendue). Il apprend à jouer en essayant de reproduire des chansons qu'il entend à la radio, grâce notamment à un disque d'apprentissage de Pete Seeger.
Il joue tout d'abord, en 1965-1966, avec le groupe The Ramblers qui est formé de Marvin Marriott à la guitare, son frère Chris Marriott au chant, Albert Prior et John Gordon aussi à la guitare, Richard Baker à la basse, Clive Welham à la batterie et finalement Dick Parry au saxophone. Le frère de David, Peter Gilmour, jouera à l'occasion comme guitariste remplaçant avec le groupe. Peu après, ils changent de nom et de personnel comme c'était la coutume en Grande-Bretagne à cette époque et deviennent Joker's Wild, groupe qui est formé de David Gilmour à la guitare et au chant, David Altham au chant, John Gordon à la guitare, Tony Sainty à la basse et Clive Welham à la batterie. Ils enregistrèrent un seul disque non officiel en 1966, qui ne contenait qu'une face A, l'autre face étant vierge. On retrouve sur ce disque, les chansons suivantes, Why Do Fools Fall in Love, Walk Like a Man, Don't Ask Me (What I Say), Big Girls Don't Cry et Beautiful Delilah et cette rareté ne fut imprimée qu'à cinquante exemplaires. Une copie est conservée dans les archives sonores de la British Library sous le code de référence C-625/1 et on peut aussi retrouver ces chansons sur un disque pirate, le disque numéro 15 de la série A Tree Full of Secrets de même que dans le LP/CD David Gilmour - Prefloyd (WOW LP-073 / WOW CD-32). Après d'autres changements de personnel, le groupe se retrouve finalement en trio avec, outre David, Rick Wills à la basse et John « Willie » Wilson à la batterie. Les trois musiciens se retrouveront en 1978 alors que Gilmour grave son premier album solo éponyme, sur lequel il joue aussi l'orgue, le piano et le synthétiseur Solina. Et lorsque Pink Floyd aura besoin d'un saxophoniste pendant l'enregistrement de l'album The Dark Side of the Moon en 1973, David contactera alors son ancien comparse du temps des Ramblers, Dick Parry, qui jouera aussi sur Wish You Were Here et Division Bell, il sera de la tournée subséquente P*U*L*S*E en 1995.
Au milieu des années 1960, il complète les maigres cachets de ses concerts à Cambridge par du mannequinat occasionnel à Londres. « Je traînais à Londres pendant un moment au milieu des années 1960. Je m'ennuyais un peu à Cambridge. Être dans un groupe et jouer deux à cinq fois par semaine, il n'y avait pas beaucoup d'argent à faire. Nous recevions en moyenne 20 à 25 £ par concert, à partager entre six ou sept personnes. De temps en temps, quelqu'un que je connaissais, me disait qu'il voulait que je monte à Santa Pod Raceway, la semaine suivante et m'assoir dans un véhicule à moteur stupide, avec des vêtements stupides, et me faire prendre en photo. C'était 50 £ par jour. Cinquante livres par jour ! J'étais aux anges. Je n'ai jamais été mannequin dans une agence ou quoi que ce soit du genre, mais si vous pouviez obtenir un emploi comme celui-là, l'équivalent de trois semaines de concerts, vous sautiez sur l'occasion. Cela dit, je n'ai probablement fait que trois jours comme ça dans ma vie. Donc, ce n'est pas strictement exact quand je suis décrit comme un modèle masculin. »
David voyage en Europe durant l'année 1966. Il part pour l'Espagne et passe l'été à Marbella. Il s'arrête au retour en France et passe trois mois à Saint-Étienne où il se produit régulièrement au club La Plage. Fin 1966, il part pour Paris où le groupe passe trois mois en résidence au club jazz le Bilboquet. Il voyage encore par la suite et se produit en divers endroits à travers le pays. En 1967, il chante deux chansons pour la bande sonore d'un film de Serge Bourguignon À cœur joie, avec Brigitte Bardot, Jean Rochefort et Murray Head. La musique est signée Michel Magne, les chansons s'intitulent I Must Tell You Why et Do You Want to Marry Me?.

### Pink Floyd
David Gilmour rejoint le groupe Pink Floyd à la demande de Nick Mason le batteur, en janvier 1968, afin d'épauler sur scène le chanteur guitariste Syd Barrett, un ami d'enfance avec qui il a commencé à jouer de la guitare et dont le comportement devient de plus en plus erratique. En avril 1968, David Gilmour remplace définitivement Syd Barrett qui, victime de troubles mentaux, est devenu incapable de jouer et de suivre le groupe.
Il deviendra l'un des acteurs majeurs du succès de Pink Floyd à la fin des années 1960 et dans les années 1970, par sa qualité de jeu à la guitare et par son chant. Par contre, s'il excelle en tant que musicien, il avoue lui-même que l'écriture des paroles reste son point faible. D'ailleurs, à l'époque de l'album Ummagumma, alors que chacun des musiciens travaillait sur une chanson ou une pièce en solo, David demanda l'aide de Waters pour les paroles, mais celui-ci refusa et Gilmour dut se débrouiller seul.
Jusqu'à l'album The Wall (1979), David alterne essentiellement les compositions et les parties de chant avec le claviériste Richard Wright et le bassiste Roger Waters. On notera son apport sur les chansons Shine On You Crazy Diamond (Parts I–IX), Wish You Were Here, et Dogs, sans oublier les trois chansons majeures de The Wall, Comfortably Numb, Run Like Hell et Young Lust, créditées Waters-Gilmour, ainsi que le solo de guitare sur le tube Another Brick in the Wall, Part II.
Les rapports entre Gilmour et Waters se détériorent ensuite de plus en plus, jusqu'à l'album The Final Cut, sorti en 1983, présenté au dos de la pochette comme un « album de Roger Waters interprété par Pink Floyd ». Mais, de Pink Floyd, il ne reste plus que Roger lui-même, David, et Nick qui, d'ailleurs, ne joue pas sur toutes les chansons de l'album. En effet, sur Two Suns in the Sunset, Mason est remplacé par Andy Newmark. Quant à Richard Wright, qui s'est fait proprement virer par Roger Waters pendant les séances de The Wall, il est absent sur ce disque et ce sont Michael Kamen et Andy Bown qui jouent les claviers.

### Intermède solo
En 1984, Gilmour, souhaitant s'évader avec quelques artistes célèbres — comme il le décrira plus tard —, sort About Face, son second album solo. Sur celui-ci, on retrouve donc Steve Winwood à l'orgue Hammond, Jon Lord de Deep Purple au synthétiseur, Pino Palladino à la basse, Jeff Porcaro à la batterie, Vicky et Sam Brown ainsi que Roy Harper aux chœurs. Gilmour signe toutes les musiques et la majorité des textes. Deux chansons sont écrites avec la collaboration de Pete Townshend, du groupe The Who.
La sortie de l'album est suivie d'une tournée d'une quarantaine de dates couvrant l'Europe et l'Amérique du Nord. L'orchestre qui accompagne Gilmour est composé notamment de Mick Ralphs (ex-Bad Company) à la guitare, Chris Slade (ex-Manfred Mann's Earth Band) à la batterie et Raphael Ravenscroft au saxophone. La majorité des chansons jouées provient de ses deux albums solo. Malgré une réception critique sympathique, la vente de billets reste modeste.
Après la tournée accompagnant l'album About Face, Gilmour se voit très sollicité et prête son concours à une série de projets musicaux assez variés. La liste de ses collaborations va de Paul McCartney (la pièce No More Lonely Nights) à Grace Jones (échantillons de guitare sur l'album Slave to the Rhythm), en passant par Supertramp (guitares sur la pièce titre de l'album Brother Where You Bound), Pete Townshend (coauteur d'un titre et guitariste sur deux chansons du disque White City) et Liona Boyd (guitare sur trois pièces de l'album Persona). Il participe également à l'enregistrement de l'album Boys and Girls de Bryan Ferry, qu'il accompagne sur scène lors du concert caritatif Live Aid.
Gilmour est aussi coproducteur du premier album de The Dream Academy, sur lequel figure Life in a Northern Town, la chanson la plus célèbre du groupe. Enfin, Gilmour est impliqué dans une réunion partielle de Pink Floyd alors qu'il chante A Lie for a Lie, chanson que l'on retrouve sur Profiles, le premier album d'un groupe constitué de Nick Mason et du guitariste Rick Fenn.

### Pink Floyd - le retour
En 1985, Waters déclare que Pink Floyd ne pourra plus jamais retrouver sa gloire passée et qu'il vaut mieux, selon lui, laisser le groupe sur une fin rapide, plutôt que sur un album dont la qualité ternirait l'image du groupe. Il quitte Pink Floyd. Mais Gilmour souhaite reprendre les rênes du groupe, et il a du travail : Mason a tellement été anéanti que David dira plus tard dans une interview qu'il ne savait même plus jouer de la batterie ; quant à Richard Wright, il a été expulsé du groupe. Gilmour expliquera :

« J'avais pas mal de problèmes avec la direction du groupe, avant que Waters ne parte. Je pensais que les chansons étaient si verbeuses que la musique n'était devenue qu'un accompagnement peu inspirant pour les paroles… The Dark Side of the Moon et Wish You Were Here avaient été très réussis, pas seulement grâce aux contributions de Waters, mais aussi pour la qualité de l'accompagnement de la musique, comparés à d'autres albums plus récents. C'est ce que j'ai essayé de faire avec A Momentary Lapse of Reason, plus concentré sur la musique… »

Gilmour et Mason réintègrent donc Richard Wright en tant que claviériste pour la tournée du nouvel album sorti en 1987, A Momentary Lapse of Reason, considéré pratiquement comme un autre album solo de Gilmour aidé par d'autres artistes, les autres membres n'y ayant pas participé grandement. Lors de la parution de l'album, Gilmour affirmera, dans une interview française, qu'il souhaitait composer de la musique « moderne », et ne pas faire de tournées « nostalgiques »[réf. nécessaire].
Waters a, quant à lui, entamé un procès en 1986 afin que le nom de Pink Floyd n'existe plus. Il perd le procès, mais le groupe devra désormais lui verser près de 40 % des gains acquis sur chaque concert qu'il donnera et pour chaque album qu'il produira.
En 1994, paraît l'album The Division Bell, un album considéré comme « l'anti-Wall », car traitant de la communication. Cette fois-ci, tous les membres du groupe y ont participé, Wright composera cinq chansons avec Gilmour, dont Wearing the Inside Out où il chante en solo. La même année, Gilmour entame les tournées P*U*L*S*E avec ses amis, et Guy Pratt à la basse pour remplacer Waters.
L'inimitié entre Roger Waters et David Gilmour reste forte et célèbre jusqu'à ce que, à la demande de Bob Geldof, ils acceptent une reformation de Pink Floyd, pour le concert londonien du Live 8 en 2005. Ce concert est l'occasion de voir et d'entendre le groupe jouer pendant près d'une demi-heure. Cette performance a ainsi fait progresser les ventes de l'album Echoes: The Best of Pink Floyd de 1 343 %. Gilmour fait don de sa part sur les revenus de ce disque à des œuvres de charité.

« Bien que l'objectif principal soit de réveiller les consciences et faire pression sur les chefs du G8, je ne tirerai pas profit du concert. C'est de l'argent qui devrait être utilisé pour sauver des vies. »

Peu de temps après, il demande à tous les artistes dont les ventes progressent, de donner le revenu supplémentaire pour les collectes de fonds du Live 8. Après le concert, on offre à Pink Floyd 150 000 000 £ pour tourner aux États-Unis, mais le groupe rejette l'offre. Le 3 février 2006, Gilmour annonce au journal italien La Repubblica :

« Je pense que j'en ai assez. J'ai 60 ans. Je n'ai pas la volonté de travailler encore plus. Pink Floyd a été une partie importante de ma vie, je me suis amusé, mais c'est fini. Pour moi il est beaucoup moins compliqué de travailler seul. »

Et il a également affirmé qu'en participant au Live 8 avec Waters, Pink Floyd ne finirait pas sur une note amère :

« Il y avait plus d'une raison d'y participer : premièrement, pour soutenir la cause. La deuxième est le rapport inconfortable entre Roger et moi que je portais dans mon cœur tout au long de ma vie. C'est pourquoi nous avons voulu jouer et laisser la fange derrière nous. Troisièmement, je pense que je l'aurais regretté si j'avais décliné la proposition. »

Toujours en 2002, à la suite d’un concert programmé par Robert Wyatt lors du Meltdown Festival, David Gilmour et des invités, Bob Geldolf et Richard Wright par exemple, jouent trois concerts semi-acoustiques au Royal Festival Hall de Londres. À cette occasion, un critique[Qui ?] évoque un « dieu du rock métamorphosé en héros folk du XXIe siècle ».
Le 20 février 2006, Gilmour parle encore du futur de Pink Floyd quand il est interviewé par Billboard.com : « Qui sait ? Mais je n'ai aucun projet dans ce sens. Mes projets sont de faire mes propres concerts et d'enregistrer mes albums solos ».
En mars 2006, On an Island, le nouvel opus solo de David voit le jour. Les deux fidèles compères, Richard Wright (Pink Floyd) et Robert Wyatt (ex-Soft Machine), participent à l'album. L'album est en tête des charts dans de nombreux pays (à l'exception de la France), confirmant ainsi sa popularité. Une tournée internationale suit et un double DVD live intitulé Remember that Night - Live at the Royal Albert Hall est commercialisé le 17 septembre 2007. Un deuxième concert de cette tournée a été publié sous forme audio et DVD en septembre 2008 : Live in Gdańsk.
Depuis leur apparition au Live 8 en 2005, Gilmour a toujours répété qu'il n'y aurait pas d'autres réunions avec Pink Floyd. Cependant, en 2007, dans une interview avec Phil Manzanera, il a affirmé que « tout n'était peut-être pas encore fini » et qu'il projetait de faire « quelque chose » dans le futur. Mais, avec la mort de Richard Wright en septembre 2008, le dernier espoir de revoir Pink Floyd réuni s'évanouit à jamais et semble désormais impossible. Gilmour a dit à propos de Wright :

« Parmi la multitude de questions que l'on se pose sur qui était Pink Floyd, Rick a été très souvent oublié. Il était doux, gentil, sans prétention et secret, discret et humble, mais sa voix et sa façon de jouer étaient vitales et ont fait la magie et la célébrité des chansons de Pink Floyd. Comme Rick, je ne trouve pas facile de m'exprimer en mots, mais je l'ai aimé et il me manquera énormément. Je n'ai jamais joué avec quelqu'un qui soit comme lui. »

Le samedi 10 juillet 2010, David Gilmour et Roger Waters se sont produits sur scène dans le cadre de l'œuvre de charité Hoping. En compagnie de Guy Pratt (basse et guitare acoustique), Harry Waters (claviers), Andy Newmark (batterie), Chester Kamen (Guitare) et Jonjo Grisdale (claviers) les deux ex-membres de Pink Floyd ont interprété quatre titres : To Know Him Is To Love Him (écrit par Phil Spector), Wish You Were Here, Comfortably Numb et Another Brick In The Wall (Part 2).
Le 12 mai 2011, David Gilmour rejoint Roger Waters sur scène, à l'O2 Arena de Londres, lors de la tournée mondiale The Wall Live de ce dernier. Ils jouent notamment Comfortably Numb, l'une des trois chansons qu'ils composèrent et signèrent ensemble pour l'album The Wall. Lors de ce même concert, Gilmour et Nick Mason interprètent Outside the Wall.

### Solo et autres projets
Lorsqu'il ne joue pas avec Pink Floyd, David Gilmour assume également divers rôles en tant que producteur, répétiteur, et même ingénieur du son pour les musiciens les plus divers, dont Syd Barrett, Paul McCartney, Kate Bush, Peter Cetera, Grace Jones, Tom Jones, Elton John, B. B. King, Seal, Sam Brown, Jools Holland, Bob Dylan, Pete Townshend, The Who, Supertramp, Levon Helm, Robbie Robertson, Alan Parsons, et divers groupes pour des concerts de charité.
En 1985, David Gilmour joue avec Bryan Ferry. Il joue sur l'album Boys and Girls, notamment dans Is Your Love Strong Enough pour la sortie américaine du film de Ridley Scott - Tom Cruise, Legend. Un clip vidéo pour ce dernier a été créé, intégrant Bryan Ferry et David Gilmour dans des séquences du film (sorti en tant que bonus sur le Ultimate Edition sorti en DVD en 2002). Quelque temps plus tard, David Gilmour joue avec Bryan Ferry lors des concerts Live Aid à Londres. C'est là qu'il rencontre pour la première fois le claviériste de Bryan Ferry, Jon Carin, qui deviendra par la suite le second claviériste en tournée de Pink Floyd.
David Gilmour prend également part à un sketch comique de la série télévisée French and Saunders, The Easy Guitar Book Sketch avec le comédien Rowland Rivron et les musiciens anglais Mark Knopfler, Lemmy de Motörhead, Mark King de Level 42 et Gary Moore. Le technicien de guitare Phil Taylor expliquera dans un entretien que Knopfler a utilisé les techniques de guitare de Gilmour et s'est arrangé pour avoir le même son que lui lorsqu'il a joué dans le sketch.
Il participe plusieurs fois à l'émission Pop Quiz pour la télévision britannique.
Il enregistre trois albums solos et publie des albums et DVD enregistrés durant ses tournées. Ceux-ci sont restés dans le top 40 des charts aux États-Unis (l'album On an Island est arrivé n° 6, Live in Gdansk, n° 26, David Gilmour, n° 29, et About Face est arrivé n° 32), ce qui fait de lui le membre de Pink Floyd ayant accompli la meilleure carrière soliste.
En 1994, David Gilmour joue la guitare pour le jeu vidéo Tuneland.
En 2001 et 2002, il a donné une série de concerts acoustiques à Londres et à Paris, avec un petit groupe et un chœur. En 2003, le magazine Rolling Stone inclut Gilmour dans la liste des cent plus grands guitaristes de tous les temps.
Le 6 mars 2006, lors de son soixantième anniversaire, il sort son troisième album solo On an Island, qui paraît aux États-Unis le jour suivant ; il commence numéro 1 des charts anglais. L'album a rejoint le top 5 en Allemagne et en Suède, et le top six dans le Billboard 200,. Produit par Gilmour en coopération avec Phil Manzanera et Chris Thomas, l'album comprend les interprétations avec un orchestre dirigé par un polonais renommé, Zbigniew Preisner. L'album comprend également David Crosby et Graham Nash pour les harmonies des chansons, Robert Wyatt à la percussion et Richard Wright au synthétiseur et au chant. Les autres contributeurs sont Jools Holland, Phil Manzanera, Georgie Fame, Andy Newmark, B. J. Cole, Chris Stainton, Willie Wilson, Rado “Bob” Klose à la guitare, et Leszek Mozdzer au piano. L'album comprend aussi les débuts de Gilmour au saxophone.
Gilmour tourne en Europe, aux États-Unis et au Canada du 10 mars au 31 mai 2006 pour promouvoir son album On an Island. Il y a eu dix concerts aux États-Unis et au Canada. Le claviériste de Pink Floyd, Richard Wright, et les collaborateurs fréquents de Pink Floyd tels que Dick Parry, Guy Pratt, et Jon Carin ont également accompagné la tournée. Plus de concerts se sont tenus en Europe en juillet et août 2006.
Dans un communiqué de presse annonçant la tournée, David Gilmour dit : « J'espère que, avec cette annonce pour la tournée, les gens vont me croire quand je dis honnêtement que c'est le groupe avec qui j'ai prévu de faire ma tournée ! »
En avril 2006, l'album On an Island est certifié disque de platine au Canada, avec plus de cent mille ventes. L'album a aussi donné à Gilmour son premier album situé dans le top 10 des États-Unis en tant qu'artiste solo.
Un film enregistré pendant un des concerts de la tournée solo de Gilmour, appelé Remember that Night - Live at the Royal Albert Hall est sorti le 17 septembre 2007. Le double DVD, dirigé par David Mallet, contient plus de cinq heures de métrage, comprenant un documentaire sur le trajet et sur les invités comme David Bowie et Robert Wyatt. Les deux heures et demie de concert avec le membre de Pink Floyd Richard Wright, Phil Manzanera de Roxy Music, Steve DiStanislao à la batterie et divers habitués de Pink Floyd comme Dick parry, Guy Pratt et Jon Carin. Le livret de vingt pages qui accompagne le DVD présente près de quatre-vingts photos sélectionnées de l'enregistrement studio et de la tournée. L'album est maintenant disponible en disque Blu-ray avec le son Dolby TrueHD.
Le concert final de la tournée On an Island se tient aux chantiers navals de Gdańsk le 26 août 2006. Près de cinquante mille personnes y assistent. Le concert marque le vingt-sixième anniversaire de la révolution polonaise. Il inclut la chanson A Great Day for Freedom dans le cadre du rappel.
Le 25 mai 2009, Gilmour participe à un concert tenu à la chapelle Union, à Islington, Londres. Le concert est une partie de la campagne Hidden Gigs organisée par une association qui agit en faveur des sans-abri. Gilmour y apparaît en collaboration avec les musiciens Amadou et Mariam.
Le 4 juillet 2009, il rejoint son ami Jeff Beck sur scène au Royal Albert Hall. David et Jeff jouent les solos de Jerusalem et terminent le spectacle avec Hi Ho Silver Lining.
En août 2009, Gilmour publie un single en ligne, Chicago - Change the World, sur lequel il chante et joue de la guitare, de la basse et du clavier pour faire connaître le sort de Gary McKinnon. Il s'agit d'une reprise réintitulée de la chanson Chicago, avec la participation de Chrissie Hynde et Bob Geldof, ainsi que McKinnon lui-même. Il est produit par un collaborateur de Pink Floyd de longue date, Chris Thomas. Une vidéo est disponible en ligne.
Le quatrième album solo studio de Gilmour, Rattle That Lock, sort le 18 septembre 2015. Il y a effectivement des titres enregistrés avec Richard Wright, tel qu'annoncé précédemment, les autres musiciens invités sont, entre autres, Graham Nash et David Crosby aux chœurs, Guy Pratt à la basse, Mica Paris au chant, Robert Wyatt, Roger Eno et Steve DiStanislao. La chanson titre reprend un jingle de la SNCF composé par Michaël Boumendil, le disque est coproduit par David Gilmour et Phil Manzanera. Cinq des textes des dix chansons de l'album sont de la plume de madame Gilmour, Polly Samson. Son fils Gabriel a aussi joué du piano.
En 2020, Il sort un nouveau titre, Yes I Have Ghosts avec sa fille Romany à la harpe et aux chœurs, sa première chanson en cinq ans. En avril 2022, Gilmour ressuscite Pink Floyd l'instant d'une chanson, Hey Hey Rise Up, en guise de protestation à l’invasion de l'Ukraine par la Russie.
Il participe à l'enregistrement d'un titre caritatif, initié par Mark Knopfler, qui est lancé le 15 mars 2024 au profit du Teenage Cancer Trust (en) et du Teen Cancer America. Cette reprise de l'instrumental de 1983 Going Home: Theme of the Local Hero (en) est enregistrée en collaboration avec une soixantaine de guitaristes, dont Jeff Beck, Eric Clapton et Steve Vai, avec Sting à la basse, Ringo Starr et son fils Zak à la batterie et Roger Daltrey à l'harmonica.
Le 6 septembre 2024 sort Luck and Strange, son cinquième album solo, après une pause de près de neuf ans. Comprenant les singles The Piper’s Call, Between Two Points et Dark And Velvet Nights, Luck and Strange a été enregistré pendant cinq mois à Brighton et à Londres. L’album a été produit par David et Charlie Andrew, connu pour son travail avec Alt-J et Marika Hackman.,
La chanson titre, qui met en scène le défunt claviériste de Pink Floyd Richard Wright, est enregistrée en 2007 lors d’un bœuf dans une grange chez David.

### Vie privée
En juillet 1975, David Gilmour épouse en première noces l'Américaine « Ginger » Hasenbein, avec laquelle il a quatre enfants : Alice (1976), Clare (1979), Sara (1983) et Matthew (1986). Les enfants suivent les cours dans une école Waldorf, mais David Gilmour qualifie l'éducation qu'ils y reçoivent d’« horrible ». Divorcé, il se marie en 1994 avec la journaliste britannique Polly Samson qui a déjà un fils, Charlie, né en 1989, de son précédent mari, Heatcote Williams. Gilmour adopte Charlie et le couple aura ensuite trois enfants : Joe (1995), Gabriel (1997) et Romany (2002). La voix de Charlie peut être entendue au téléphone avec Steve O'Rourke à la fin de la chanson High Hopes (The Division Bell).
David Gilmour est également pilote et fan d'aviation. Il crée une compagnie aérienne, Intrepid Aviation, et possède une collection d'avions historiques. Il décide de vendre sa compagnie qui avait été commencée comme simple loisir mais est devenue tellement célèbre qu'elle était rendue trop commerciale pour lui.
Le 22 mai 2008, David Gilmour obtient le prix Lifetime Achievement du Ivor Novello Awards et la même année, Q Awards lui décerne un prix pour sa contribution exceptionnelle à la musique. Il dédie ce dernier à la mémoire de son ami et collaborateur Richard Wright, mort cette année-là.

## Style de musique

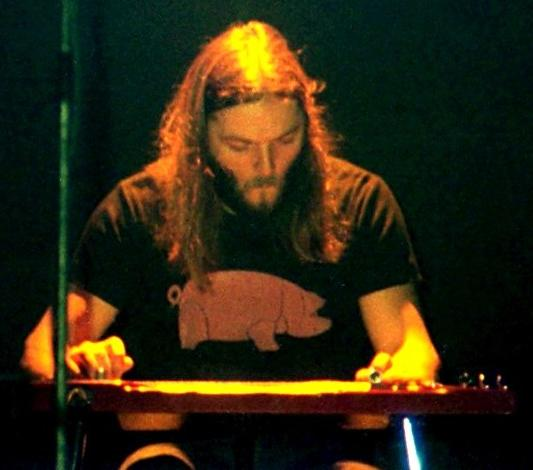
David Gilmour jouant de la guitare lap steel avec Pink Floyd à la Festhalle de Francfort (Allemagne) le 26 janvier 1977.

David Gilmour est surtout connu pour son jeu de guitare. Le style de ses solos est souvent caractérisé par des phrases influencées par le blues, et par des notes tenues en portamento. Sa technique de glissés (glissando et slide), est parfaitement maîtrisée.
Principalement guitariste, David Gilmour est également multi-instrumentiste. Il joue de la basse (notamment sur certaines chansons de Pink Floyd - One of these days par exemple), des claviers, du banjo, de l'harmonica, de la batterie (sur la chanson de Syd Barrett Dominoes, et aussi d'autres chansons où il joue de tous les instruments, par exemple sur The Narrow Way de l'album Ummagumma), et plus tard, du saxophone. Sur son album solo On an Island, sur la chanson Red Sky at Night c'est lui au saxophone. Il joue aussi le cümbüş qui est un instrument à cordes pincées turc, semblable au banjo, on en entend quelques notes au début de l'album sur la pièce Castellorizon.
Dans ses débuts de carrière avec Pink Floyd, David Gilmour a utilisé une multitude de Fender Stratocaster. Un de ses solos les plus populaires (Another Brick in the Wall, Part 2) a été joué sur une Gibson Les Paul Gold Top 1955, une guitare équipée de micros P-90,.
En 1996, David Gilmour a été intronisé au Rock and Roll Hall of Fame en tant que membre de Pink Floyd. Le solo de Gilmour sur Comfortably Numb a été désigné comme l'un des plus grands solos de guitare de tous les temps dans plusieurs sondages par les auditeurs et les critiques.
En janvier 2007, les lecteurs de Guitar World ont classé les solos de David Gilmour sur Comfortably Numb, Time et Money dans le classement des cent plus grands solos de guitares de l'histoire, respectivement le quatrième solo de tous les temps, le vingt-et-unième et le soixante-deuxième.

## Engagements et positions

### Organismes caritatifs
David Gilmour fut donateur de diverses associations de charité : en mai 2003, il a vendu sa maison de Maida Vale à Londres, à la famille Spencer et a donné 3,6 millions £ à Crisis pour aider à trouver un projet de maison pour les sans-abris. À part Crisis, Gilmour a fait des dons à d'autres associations telles qu'Oxfam, European Union Mental Health and Illness Association, Greenpeace, Amnesty International, Lung Foundation et Nordoff-Robbins Music Therapy. Il a également donné 25 000 £ à Save the Rhino Foundation comme remerciement à Douglas Adams pour avoir trouvé le nom de l'album The Division Bell.

### Environnement
Le 20 juin 2019, à l'occasion de la vente aux enchères de 130 de ses instruments organisée par la maison Christie's à New York, David Gilmour a indiqué consacrer les 19 millions d’euros récoltés à l'organisation ClientEarth œuvrant dans les domaines du droit et de l'environnementalisme. Il a déclaré que « La crise écologique est le plus grand défi auquel l’humanité doit faire face, et il ne nous reste plus que quelques années avant que certains de ses effets ne deviennent irréversibles, explique Gilmour. Notre monde civilisé doit perdurer, pour nos petits-enfants et les générations futures – un monde dans lequel ces guitares pourront être jouées, et des chansons chantées. » Sa « Black Strat » a été vendue à 3 975 000$US, sa Fender numérotée 00001 pour 1 815 000$US et sa Gibson Les Paul Goldtop 447 000$US.

## Matériel

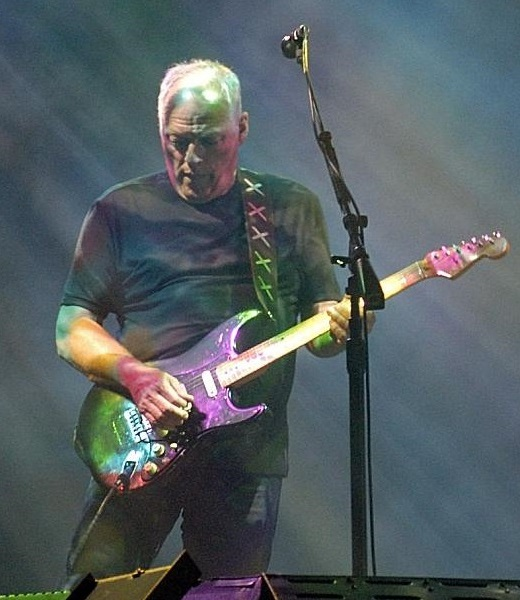
David Gilmour en 2006, avec sa Stratocaster noire.

Voici une liste du matériel le plus souvent employé par David Gilmour.

### Guitares

#### Fender
- Stratocaster
  - Sa guitare principale, la « Black Strat », qui fut énormément modifiée au fur et à mesure des années, est une Fender Stratocaster (1969) 3-color Sunburst, peinte en noir et un micro blanc, avec un manche vintage 1957 reissue « V shape » maple neck. Le manche vient de la guitare qu'il a utilisée lors de la tournée About Face. La guitare inclut également un commutateur qui combine les micros manche et le chevalet (à noter que la guitare a été brièvement équipée avec un système de tremolo Kahler). La guitare a un micro Seymour Duncan ssl-5 en position « chevalet », un Fender Custom Shop de 69 en position « milieu » et un Fender « Fat 50 » en position « manche ». La sangle était celle qui a appartenu à Jimi Hendrix[36]
  - La guitare qu'il utilisa essentiellement durant les années Post-Waters et notamment pendant les CD de A Momentary Lapse of Reason, de Delicate Sound of Thunder, de The Division Bell, et de Pulse était une Fender Stratocaster Candy Apple Red '57 reissue (fabriquée en 1984) et équipée de micros EMG SA active avec les deux potentiomètres standards remplacés par des EMG SPC mid boost control, et un EXG expandeur treble/bass (qui coupe les médiums tout en stimulant graves et aigus). Pendant la tournée On an Island, la guitare a été utilisée tous les soirs sur la chanson Shine On You Crazy Diamond.
  - Gilmour est le détenteur de la Fender Strat #0001 1954. Cependant, elle ne fut pas la première Stratocaster fabriquée, mais la première commercialisée. Elle a été vue la dernière fois durant un concert à Wembley Arena en 2004.
  - Fender Stratocaster couleur crème '57 Reissue. Utilisée pendant les tournées solo de 1984 et quelquefois pendant les années 1987-1990. En 1994, elle a été utilisée en tant que guitare de rechange. Tim Renwick a joué cette guitare lors de la prestation de Pink Floyd au Live 8. Cette Stratocaster est équipée des mêmes micros EMG que la Candy Apple Red '57 Reissue.
  - '57 Lake Placid Blue (Numéro de série #0040). Utilisée pendant les séances d'enregistrement de The Wall.
  - Double Neck Stratocaster (le corps de la guitare a été fabriquée par Dick Knight, mais le manche est un manche de Fender). Utilisé pendant les live 1970-72.
  - Sunburst Stratocaster. Manche '63 Rosewood avec un corps '59. Cette guitare a été donnée à David par Steve Marriott de Humble Pie. Bien que David n'ait pas assez aimé la guitare pour l'utiliser très longtemps, il en préfère le manche à celui de sa « Black Strat » de début, et a donc inversé les deux.
  - White avec micro blanc. Utilisée dans la fin des années 1960. Reçue en tant que cadeau par un groupe[37]. Volée en 1970.
- Telecaster
  - Corps blond avec micro blanc. Utilisée pendant la tournée On an Island .
  - '52 Butterscotch Reissues avec micro noir. Utilisée entre 1987 et 1995. La première guitare a été réglée en Drop D pour jouer Run Like Hell . Il l'a ensuite réglée en « normal » pour jouer Astronomy Domine .
  - '59 Custom Telecaster avec un corps couleur cendre sunburst. Utilisée pendant la tournée Animals .
  - '61 Telecaster, utilisée pendant les séances d'enregistrement de The Wall pour Run Like Hell. Aussi utilisée pendant les années Post-Waters. Vue une dernière fois pendant le concert en hommage à Syd Barrett en 2007.
  - 1960's corps brown-faded. Utilisée dans la fin des années 1960's.
  - 1960's corps blond cendre avec un micro blanc. Sa principale guitare pendant ses premières années avec Pink Floyd, qui a été perdue par une compagnie aérienne en 1968 lors d'un voyage, ce qui obligea Gilmour à acheter sa Telecaster « brown-faded »[38].
  - Fender custom Baritone telecaster noir avec Fender system tremelo bigsby et (Micro Ron ellis)
- Esquire
  - '55 corps Sunburst aussi connue comme la «Workmate Telecaster ». Micro manche ajouté. Utilisée pendant les séances d'enregistrement pour son premier album solo, de The Wall, et les tournées suivantes. Également vue lorsqu'il a joué avec Paul McCartney dans la fin des années 1990. Utilisée pendant les séances d'enregistrement de l'album Rattle That Lock, sur le morceau éponyme, ainsi que sur la tournée Rattle That Lock Tout en 2016.
- Guitare Lap Steel
  - 1950's Fender 1000 twin neck pedal steel. Utilisée pendant le début des années 1970, achetée dans un magasin lorsque Gilmour était à Seattle en 1970. Utilisée pendant l'enregistrement de One of These Days , de Meddle , Breathe et The Great Gig in the Sky de The Dark Side of the Moon[39].
  - Fender Deluxe Lap Steel. Utilisée pour la première fois pendant la tournée The Division Bell en 1994[39] .
- Fender Bass VI . Utilisée pendant les séances d'enregistrement de The Wall.
- Basse Fender Precision.
- Basse Fender Jazz. Utilisée pendant les séances d'enregistrement de The Wall.
- Fender 1000 Pedal Steel

#### Gibson
- Gibson Les Paul Goldtop 1955 (micros P-90). Utilisée lors du solo de Another Brick in the Wall pt.2 (The Wall).
- Gibson Les Paul Traditional Goldtop 1956 (micros P-90) et vibrato Bigsby
- Gibson ES-355 Electric Guitar
- Gibson: EH150 Lap Steel guitar, « Chet Atkins » guitare classique, & J-200 Celebrity acoustic guitars[40].
- Gibson 1980 J-200 Celebrity acoustic utilisé dans High Hopes.
- Gibson J-45 utilisé dans l'album Atom Heart Mother en 1970.
- Gibson 1959 Country Western acoustic
- Gibson EH-150

#### Gretsch
- G6128T Duo jet

#### Bill Lewis
- 24-fret Guitar. Utilisée sur Meddle et Dark Side of the Moon.

#### Ovation
- Ovation Legend 1619-4 steel string & high string guitars. Utilisée pendant les séances d'enregistrement de The Wall[40].
- Ovation Legend 1613-4 nylon string guitar. Utilisée pendant les séances d'enregistrement de The Wall[41].
- Basse Ovation Magnum. Utilisée pendant les séances d'enregistrement de The Wall[41] .

#### Takamine
- Guitare acoustique.

#### Martin Guitare Acoustique
- Martin D-35[40],[41].
- Martin D12-28 12-string Guitare Acoustique[40].
- Martin D-18 acoustique[40].

#### Taylor
- 712ce acoustics guitars

#### Guild
- F-512 « antique burst » 12-string guitar.

#### Jose Vilaplana
- Guitare Nylon string

#### Steinberger
- GL : sa guitare principale pendant les enregistrements de A Momentary Lapse of Reason.

#### Charvel
- Fretless Fender Precision style bass guitar. Utilisée pour The Wall.

#### Music Man
- Fretless Stingray bass guitar.

#### Guitare Lap steel
- Guitare Jedson lap steel. Une rouge (1977-tuned D-G-D-G-B-E for Shine On You Crazy Diamond Parts 6-9, 1987-2006: Tuned E-B-E-G-B-E) et une blonde[39]
- Guitare ZB pedal steel[41] .
- Hermann Weissenborn Hawaiian style acoustic lap steel 1932

#### Rickenbacker
- A-22 : utilisée dans le live in Gdansk en 2008

### Amplis
- Hiwatt (main) DR 103 heads into WEM Super Starfinder 200 4x12 cabinets loaded with Fane Crescendo speakers
- Hiwatt Custom 100 Amplifier Head
- 1958 fender princeton
- Fender '56 Tweed Twin amp (pour petits concerts)
- Fender Twin Reverb combos
- Fender Twin Reverb II 1 983 105 W heads
- Fender Super Champ XD
- Mesa Boogie Mark II C+
- Alembic F2-B bass preamp
- Custom-built 'Doppola' rotating speakers (driven by the Hiwatt heads)
- Gallien/Krueger 250 ML combo amp
- Selmer Stereomaster 100 W
- Maestro Rover rotating speaker
- Cabine Leslie 147
- Marshall 1 960 100 W head
- Yamaha PE-200A Preamp Head
- Yamaha RA-200 revolving speaker cabinet
- Magnatone 280-A 50 W combo
- Alessandro Bluetick Coonhound High-End, 20 W Tube Amp
- Hiwatt SA212 combo
- Hiwatt signature David Gilmour

### Effets
- Electro-Harmonix/Sovtek Big Muff
- Vintage Electro-Harmonix Big Muff (early 70's Triangle and Ram's Head versions)
- Electro-Harmonix Electric Mistress & Small Stone phaser
- MXR (en) Dyna-Comp (pre-Dunlop 'Script' logo)
- MXR Phase 90 (en) (Used for the « four note » Syd riff on Shine On Pts. I-V, also used on Have a Cigar)
- MXR Phase 100 (Used live, early during the 1977 In The Flesh tour)
- MXR Noise Gate/Line Driver, Digital Delay System II
- Colorsound Power Boost
- Demeter Compulator
- AnalogMan Sun Face
- Chandler Tube Driver
- BK Butler Tube Driver
- Boss CS-2 Compression Sustainer & GE-6 EQ Pedal, GE-7 EQ Pedal
- T-Rex Replica Digital Delay
- Boss MZ-2 Digital Metalizer & HM-2 Heavy Metal Distortion, SD-1 Overdrive, DD-2 Digital Delay, CE-2 Chorus
- TC Electronics Booster+ (Line Driver/Distortion), Electronic Sustain and Parametric Equalizer, TC-2290 Dynamic Digital Delay
- Pro Co RAT Distortion, RAT 2
- Heil Talk box
- Dallas Arbiter Fuzz Face (first with NKT-275 transistors and then with BC-108 transistors)
- Ibanez CP9 Compression Sustainer, Ibanez Tube Screamer, TS10 Tubescreamer
- Uni-Vox Univibe
- Vox Wah-Wah pedal
- Dunlop Cry Baby Wah-wah pedal
- Binson (en) Echorec II, Echorec PE 603
- Binson Echorec II Special.
- Digitech Whammy
- Ernie Ball Volume Pedal
- Pete Cornish (en) All Tube Pedal Boards and Custom Effects
- Pete Cornish Soft Sustain, Soft Sustain 2, P-1, P-2, G-2, ST-2, Line Driver, Linear Boost
- Pete Cornish Tape Echo Simulator (T.E.S), Custom Tube 6 Band EQ
- EBow
- Lexicon PCM70 Digital Effects Processor
- Yamaha SPX-90 II Digital Effects Processors
- Zoom multi effect
- DigiTech IPS-33B Super Harmony pitch shifter
- Dynacord CLS-222 Leslie simulator
- Roland SDE 3000 digital delay

### Autres
- EMS Hi-Fli Prototype, Synthi-AKS, VCS3
- GHS Boomer strings in a custom set 10-12-16-28-38-48
- Herco Flex 75 plectrums (picks)
- Cross-stitched leather guitar strap utilisée par Jimi Hendrix et achetée pour David par Polly Samson (sa femme) comme cadeau pour ses 60 ans.
- Shaffer-Vega wireless system pour The Wall et About Face tour
- Pete Cornish wireless system for the 1987-96 live Gilmour appearances
- Câbles Evidence Audio

### «Tribute Guitars»
En novembre 2006, Fender Custom Shop (en) a annoncé deux reproductions de la Black Strat à sortir le 22 septembre 2008. Le site de Gilmour raconte que la date de sortie a été choisie pour coïncider avec la date de sortie de Live in Gdansk. Les deux guitares sont basées sur l'instrument original. Chacune est équipée de différents degrés d'équipement. La plus chère est la David Gilmour Relic Stratocaster qui est la copie la plus proche de l'équipement utilisé sur la guitare originale. Une autre copie a aussi été faite, appelée David Gilmour NOS Stratocaster. Les deux guitares comprennent :
- Frettes style Vintage
- Inserts points noirs (Narrow Spacing)
- Vibrato American Vintage Synchronized avec un bloc Custom Beveled Tremolo
- Extrémité du bras de vibrato en plastique blanc
- Bras de vibrato raccourci
- Fender/Gotoh Vintage Style Tuning Machines
- Matériel en nickel/chrome
- Plaque bisautée 1 pli noire acrylique (11 trous)
- Partie en plastique et potentiomètres en blanc vieilli
- Un potentiomètre de volume général
- Deux potentiomètres de micro (un pour le micro du manche et l'autre pour celui du chevalet, au lieu du duo classique micro du manche/micro du milieu)
- custom "neck on" switch to allow for turning on the neck and bridge pickups in combination
- Interrupteur de sélection de configuration a cinq positions
- Micro du manche Fender Custom Shop Fat '50 & '69 Middle Pickup pour celui du milieu
- Micro chevalet Seymour Duncan SSL-5 (ou SSL-1 pour un style plus Vintage)

## Discographie

### Premiers enregistrements
- 1966 : Joker's Wild - Premier groupe avec lequel David Gilmour a gravé un maxi single de cinq chansons, Walk Like A Man, Big Girls Don't Cry, Why Do Fools Fall In Love, Don't Ask Me (What I Say) et Beautiful Delilah.
- 1967 : Do You Want to Marry Me? et I Must Tell You Why, chantées par David Gilmour sur une musique de Michel Magne, pour le film À cœur joie de Serge Bourguignon, avec Brigitte Bardot, Jean Rochefort, Laurent Terzieff et Murray Head. Il rejoint Pink Floyd peu après.

### Pink Floyd
Sur tous les albums excepté The Piper at the Gates of Dawn

### Solo

#### Albums studio
- David Gilmour (1978)
- About Face (1984)
- On an Island (2006)
- Rattle That Lock (2015)
- Luck and Strange (2024)

#### Albums en public
- Live in Gdańsk (2008) - 2 CD + 2 DVD
- Live at Pompeii (2017) - 2 CD
- The Luck and Strange Concerts (2025) - 2 CD

#### Single
- 2020 : Yes I Have Ghosts - Avec sa fille Romany à la harpe et aux chœurs[19].

#### Album distribué avec le magazine Mojo
- 2015 : David Gilmour & Friends - Contient la version de la chanson Here, There and Everywhere des Beatles, chantée par David Gilmour et son fils Joe. Contient aussi la chanson de David Crosby & Graham Nash, Don't Dig Here. Les autres interprètes présents sur cet album sont, entre autres, Phil Manzanera, Steven Wilson, Robert Wyatt, Richard Barbieri, The Orb, etc.

https://www.discogs.com/fr/release/7385679-Various-David-Gilmour-Friends

## Vidéographie
- David Gilmour - In Concert (2002)
- Remember That Night: Live from the Royal Albert Hall (2007)
- Live At Pompeii (2017)
- Live at the Circus Maximus (2025)

### Collaborations

#### All About Eve
- 1991 : Touched by Jesus (Vertigo CD) David joue la guitare sur Wishing The Hours Away et Are You Lonely

#### Arcadia
- 1985 : So Red The Rose (Parlophone CD) Guitare sur The Promise et Missing
- 1985 : The Promise (remix) (Parlophone 12")

#### Atomic Rooster
- 1983 : Headline News (Voiceprint CD) Joue sur Hold Your Fire, Metal Minds, Land Of Freedom et Time

#### Rachid Bahri
- 1977 : Rachid Bahri (Pathe Marconi LP) Sur Olivier De Cromwell Rd et Il survivra ; Nick Mason est à la batterie sur Il survivra

#### Syd Barrett
- 1970 : The Madcap Laughs (EMI Harvest LP), Gilmour : basse, guitare acoustique 12 cordes, batterie sur Octopus, production. Roger Waters produit mais ne joue pas sur l'album
- 1970 : Barrett (EMI Harvest LP), Gilmour : basse, orgue additionnel sur It Is Obvious, Gigolo Aunt et Wined And Dined, batterie sur Dominoes, guitare acoustique 12 cordes, production . Richard Wright joue le piano, l'harmonium et l'orgue Hammond

#### Berlin
- 1986 : Count Three And Pray (Mercury CD) Sur Pink And Velvet
- 1986 : Pink And Velvet (remix) (Mercury 12")

#### Blue Pearl
- 1990 : Naked (Big Life CD) Sur Running Up That Hill et Alive ; Rick Wright est aux claviers sur Alive
- 1990 : Alive (edit) / Down To You / Alive (remix) (Big Life 12")

#### Liona Boyd
- 1986 : Persona (CBS CD) Joue sur L'Enfant, Sorceress et Madonna

#### Sam Brown
- 1988 : Stop! (A&M CD) Sur This Feeling et I'll Be In Love
- 1988 : This Feeling (A&M CD5) Incluant une version remix de This Feeling
- 1990 : April Moon (A&M CD) David chante sur Troubled Soul

#### Vicky Brown
- 1989 : Lady of Time (RCA LP) David joue sur Can't Let Go
- 1990 : About Love And Life (Polydor LP) Sur I'll Always Be Waiting

#### John «Rabbit» Bundrick
- 1988 : Dream Jungle (Lumina Music CD) David joue sur Conquest and Through The Clouds
- 19?? : Rabbit Archive 5 (The Free Appreciation Society CAS) David Gilmour produit Rabbit Gets Loose

#### Kate Bush
- 1978 : The Kick Inside (EMI CD) David est crédité comme producteur exécutif sur The Man With The Child In His Eyes et Saxophone Song
- 1980 : Army Dreamers / Delius / Passing Through Air (EMI 7") Producteur, ingénieur et guitariste sur Passing Through Air
- 1982 : The Dreaming (EMI CD) David chante sur Pull Out The Pin
- 1989 : The Sensual World (EMI, CD) David à la guitare solo sur Love and Anger et Rocket's Tail
- 1989 : The Sensual World - The Video (EMI VHS-NTSC/PAL) David Gilmour apparaît dans le vidéo-clip de la chanson Love and Anger

#### Peter Cetera
- 1988 : One More Story (Warner Bros CD) David joue sur Body Language et You Never Listen To Me

#### David Courtney
- 1975 : David Courtney's First Day (EMI LP) Sur When Your Life Is Your Own

#### Dalbello
- 1987 : She (EMI LP) Sur Immaculate Eyes

#### Doll By Doll
- 1982 : Grand Passion (Magnet LP) David joue quelque part sur cet album mais aucune chanson n'a pu être identifiée.

#### The Dream Academy
- 1985 :The Dream Academy (Blanco Y Negro CD) David a produit quelques chansons, en plus de jouer sur The Party et Bound To Be
- 1985 : Life in a Northern Town (remix) (Blanco Y Negro 12")
- 1985 : Please, Please, Please Let Me Get What I Want (Blanco Y Negro, 12") Produit par David Gilmour
- 1990 : A Différent Kind of Weather (Blanco Y Negro CD) Co-produit et joue guitares et claviers sur certaines chansons
- 1990 : Love (Blanco Y Negro 7"(?)) Co-produit par David
- 1990 : Angel Of Mercy (Blanco Y Negro 7"(?)) Co-produit par David

#### Bryan Ferry
- 1985 : Boys and Girls (EG CD) David Gilmour joue sur l'album
- 1986 : Is Your Love Strong Enough (EG 12") Sur Seven Deadly Sins
- 1987 : Bête Noire (Virgin CD) David est à la guitare sur cet album
- 2010 : Olympia (Virgin) David joue sur Me Oh My et Song to the Siren

#### Hale And Pace
- 1991 : The Stonk (London 7") Sur la chanson-titre

#### Roy Harper
- 1975 : HQ (Science Friction CD) David Gilmour joue sur The Game
- 1976 : An Introduction To Roy Harper (Chrysalis LP; promo) Interview avec David Gilmour à propos de Roy Harper
- 1980 : The Unknown Soldier (Harvest LP) David joue et partage la composition de 5 chansons
- 1985 : Whatever Happened To Jugula? (Beggars Banquet CD) David a écrit la musique pour Hope
- 1986 : In Between Every Line (Science Friction CD) David a écrit Short And Sweet et True Story avec Roy Harper. Short and Sweet est sur le premier album solo de Gilmour.
- 1990 : Once (Science Friction CD) David joue sur la chanson-titre, Once in the Middle Of Nowhere et Berliners
- 1990 : Burn the World (Science Friction CD) David joue le solo de guitare sur la version studio de la chanson-titre

#### Hawkwind
- 1976 : Kerb Crawler / Honky Dorky (Charisma 7") La face A de ce single a été mixée par David Gilmour

#### Jools Holland
- 1991 : Together Again (IRS 7") Sur Honey Dripper

#### Chris Jagger
- 1994 : Chris Jagger's Atcha (Sequel CD) Sur Steal the Time

#### Elton John
- 1990 : The One (Rocket CD) Guitare sur Understanding Woman

#### Grace Jones
- 1985 : Slave to the Rhythm (Manhattan CD) Grace a utilisé des samples de guitares de David Gilmour pour cet album produit par Trevor Horn

#### Michael Kamen
- 1990 : Concerto for Saxophone (Warner Bros CD) Sur Sasha

#### B.B. King
- 1997 : Deuces Wild - David sur Cryin' Won't Help You Babe avec Paul Carrack aux claviers, au piano et au chant, Pino Palladino à la basse, Neil Hubbard à la guitare et Andy Newmark à la batterie.

#### Mark Knopfler's Guitar Heroes
- 2024 : Going Home : Theme of the Local Hero (en) (single caritatif)

#### The Law
- 1991 : The Law (Atlanic CD) Sur Stone Cold

#### Kirsty Maccoll
- 1989 : Kite (Virgin CD) David joue sur No Victims et You & Me Baby
- 1989 : Innocence (Virgin CD5) Incluant un remix de No Victims

#### John Martyn
- 1992 : Couldn't Love You More (Permanent CD) David joue sur Could've Been Me and Ways To Cry
- 1993 : No Little Boy (Permanent CD) David joue sur Could've Been Me, Ways To Cry et One World
- 1995 : Live (Permanent 2CD) David joue sur tout l'album. Enregistré au Shaw Theatre, Londres, 31 mars 1990
- 1990 : The Apprentice Tour Featuring Dave Gilmour (Virgin VHS-PAL) Joue sur tout l'album

#### Nick Mason & Rick Fenn
- 1985 : Profiles (EMI Harvest LP) Gilmour chante sur 'Lie for a Lie'

#### Paul McCartney
- 1979 : Back to the Egg de Paul McCartney & Wings. David apparaît sur deux chansons de cet album. Rockestra et So Glad to See You Here
- 1984 : Give My Regards to Broad Street (MPL CD) Sur No More Lonely Nights (Version ballade)
- 1989 : Flowers in the Dirt (EMI CD) David joue sur We Got Married
- 1999 : Run Devil Run David partage la guitare avec Mick Green sur cet album de standards rock and roll

#### Jimmy Nail
- 1992 : Growing Up In Public (Eastwest CD) David joue sur Waiting For The Sunshine et Only Love (Can Bring Us Home)
- 1992 : Only Love (Can Bring Us Home) (Eastwest CD5) Incluant un remix de Only Love (Can Bring Us Home)

#### The Orb
- 2010 : Metallic Spheres (Columbia CD). Composition, chant et guitare sur tout l'album[45]

#### Alan Parsons
- 2004 : A Valid Path David joue sur Return to Tunguska

#### Les Paul
- 1988 : He Changed The Music (Magnum Music Group VHS-PAL) David joue sur Deep In The Blues et Blue Suede Shoes

#### Propaganda
- 1990 : 1234 (Virgin CD) David joue sur Only One World
- 1990 : One One World (Virgin 12"/CD5) Incluant un remix de Only One World

#### Quiver
- 1971 : Quiver (Warner Bros LP) - Après consultation sur le site http://www.hipgnosiscovers.com/quiver.html à l'endos de la jaquette de l'album, à part un Thanks to Fred Gilmour, aucune indication de la présence de David sur cet album.

#### Rock Aid Armenia
- 1989 : Smoke On The Water '90 (Rock Aid Armenia 12") David joue sur la chanson-titre
- 1989 : Smoke On The Water '90 (remix) (Rock Aid Armenia 12")
- 1989 : Smoke On The Water '90 - The Video Collection (Virgin VHS-PAL) David Gilmour apparait dans la vidéo de cette chanson avec entre autres, Ian Gillan, Bruce Dickinson, Paul Rodgers et Bryan Adams au chant, Ritchie Blackmore, Tony Iommi, Alex Lifeson aux guitares, Geoff Downes, Keith Emerson aux claviers ainsi que Chris Squire à la basse et Roger Taylor à la batterie.

#### Paul Rodgers
- 1993 : Muddy Waters Blues (Victory CD) Joue sur Standing Around Crying

#### Roe
- 1990 : Roe (Barclay LP) Sur Como El Agua

#### Ringo Starr
- 2003 : Ringo Rama (Koch CD) David joue sur Missouri Loves Company et I Think Therefore I Rock n' Roll

#### Sutherland Brothers And Quiver
- 1975 : Reach For The Sky (CBS CD) Sur Ain't Too Proud
- 1976 : Arms Of Mary (CBS 7") Produit par David Gilmour.

#### Supertramp
- 1985 : Brother Where You Bound (A&M CD) Sur la chanson-titre

#### Pete Townshend
- 1985 : White City (ATCO CD) Sur Give Blood et White City Fighting, a aussi écrit la musique pour White City Fighting
- 1986 : Give Blood (ATCO 12") Sur Won't Get Fooled Again (Live)
- 1986 : Deep End Live (Virgin VHS-NTSC/PAL) Sur tout l'album

#### Unicorn
- 1974 : Blue Pine Trees (Charisma LP) Produit par David qui joue aussi la guitare pedal-steel
- 1975 : Too Many Crooks (Harvest LP) produit par David
- 1978 : One More Tomorrow (Harvest LP) Sur 5 et 6 face A et 1 à 6 face B produites par David qui est aussi ingénieur du son
- 1978 : Slow Dancing (Harvest 7") Ingénieur et producteur David Gilmour

#### Ben Watt
- 2014 : Hendra (Unmade Road CD), Gilmour joue et chante sur 'The Levels'

#### JeffTainWatts
- 2008 : Detained: At the Blue Note (Half Note CD) Gilmour joue sur une chanson de cet album live.

#### Snowy White
- 1994 : Highway To The Sun (Bellaphon Records CD) David joue les solos sur Love, Pain & Sorrow

#### Paul Young
- 1990 : Other Voices (CBS CD) David joue sur Heaven Can Wait et A Little Bit of Love
- 1990 : Heaven Can Wait (CBS CD5) Incluant remix de Heaven Can Wait

#### Warren Zevon
- 1989 : Transverse City (Virgin CD) David joue sur Run Straight Down

#### Artistes variés
- 1987 : The Secret Policeman's 3rd Ball (Virgin CD/VHS-PAL) David joue la basse sur Running Up That Hill de Kate Bush.
- 1989 : Hysterial 2! - The Second Coming (Palaca VHS-PAL) David joue sur My Girl
- 1989 : The Spirit Of The Forest (Virgin 7"/12") David chante sur cette chanson
- 1990 : One World One Voice (Virgin CD) David joue quelque part sur cet album
- 1991 : The Best Of Hysteria 3! (PMI VHS-PAL) David joue sur Together Again, I Wish I Knew How It Feels et Honey Dripper
- 1992 : Amnesty International The Big 30! (VHS-PAL) David joue sur tout l'album
- 1992 : Guitar (Warner Music Vision VHS-PAL) David joue sur Wish You Were Here
- 1994 : Tuneland (7th Level CD-ROM) David joue quelque part sur cet album
- 1981 : Return To The Forbidden Planet (CD) produit par Nick Mason
- 1990 : Total Recall (Virgin, VHS-PAL) David joue sur Slave To Love

## Filmographie

### Pink Floyd
- 1972 : Live at Pompeii, d'Adrian Maben
- 1989 : Delicate Sound of Thunder, vidéo de la tournée de 1988 A Momentary Lapse of Reason
- 1989 : Live in Venice
- 1992 : La Carrera Panamericana
- 1995 : Pulse
- 2005 : Live 8

### Solo
- 1984 : David Gilmour Live 1984 - Label: CBS FOX Video Music Disponible VHS & DVD
- 2002 : David Gilmour in Concert - Label: EMI (UK), Capitol Records (US) DVD
- 2007 : Remember That Night - Label: David Gilmour Music Ltd. DVD & Blu Ray
- 2008 : Live in Gdańsk - Label: EMI (UK), Columbia Records (US) DVD
- 2017 : Live at Pompeii - Label: Columbia Records DVD & Blu Ray

## Récompenses
- 2006 : Mojo Awards (Lifetime Achievement Award) - David Gilmour